# Scream Aim Fire
Scream Aim Fire drugi je studijski album velškog metalcore sastava Bullet for My Valentine. Album je objavljen 28. siječnja 2008. u Velikoj Britaniji i prethodnog dana u Sjedinjenim Državama putem Jive Recordsa. Od svog izlaska, Scream Aim Fire prodao je više od 1.400.000 primjeraka širom svijeta.

## Popis pjesama
| 1.    | »Scream Aim Fire«        | 4:26 |
| 2.    | »Eye of the Storm«       | 4:04 |
| 3.    | »Hearts Burst into Fire« | 4:57 |
| 4.    | »Waking the Demon«       | 4:08 |
| 5.    | »Disappear«              | 4:05 |
| 6.    | »Deliver Us from Evil«   | 5:58 |
| 7.    | »Take It Out on Me«      | 5:52 |
| 8.    | »Say Goodnight«          | 4:43 |
| 9.    | »End of Days«            | 4:18 |
| 10.   | »Last to Know«           | 3:15 |
| 11.   | »Forever and Always«     | 6:46 |
| 52:32 |                          |      |